# Ulf Kämpfer
Ulf Kämpfer (Eutin, 16 giugno 1972) è un politico tedesco, sindaco di Kiel dal 24 aprile 2014.